# Heiligkreuzkofel
Heiligkreuzkofel (ladinsky Sas dla Crusc, také Rosskofel nebo L Ćiaval, italsky Monte Cavallo) je hora o nadmořské výšce 2907 m n. m. v pohoří Fanes v Dolomitech. Na východní straně hraničí s jihotyrolským údolím Val Badia a je součástí přírodního parku Fanes-Sennes-Braies. Na západní straně hory se nachází poutní kostel Heilig Kreuz a horská bouda Heiligkreuz-Hospiz.
Od kostela po západních svazích přes suťová pole nebo z náhorní plošiny Fanes na druhé straně hory od chaty Lavarellahütte vedou značené zajištěné vysokohorské cesty na horské sedlo Kreuzkofelscharte (2612 m) a dále na vrchol.
Na západní straně hory se nachází lezecké cesty vytýčené známými horolezci, jako byli Georges Livanos, Sepp Mayerl, Albert Precht, Reinhard Schiestl, Prem Darshano, Heinz Mariacher, Luisa Iovane nebo Christoph Hainz.
Zvláště významnou cestou je Mittelpfeiler, otevřená v roce 1968 Reinholdem a Güntherem Messnerovými, která byla v době zprovoznění jednou z nejtěžších cest vůbec. Tehdy byla hodnocena obtížností VI (stupnice UIAA byla v té době uzavřená), dnes je hodnocena VII+. Heinzi Mariacherovi se podařilo tuto cestu poprvé zopakovat v roce 1978, ale s lehčí obtížností VII-, kdy nejnáročnější místo obešel. První opakované přelezení včetně nejtěžšího místa se podařilo až v roce 1988 Andreasi Orglerovi a Ottimu Wiedmannovi.
Dalšími moderními trasami jsou Loss lei, heb schun (IX-), Jugendliebe(VIII), Friedl-Mutschlechner-/Carlo -Großrubatscher-Gedächtnisweg von Christoph Hainz und A. Oberbacher (7b+) a Auf die Felsen, ihr Affen (7a).

## Galerie

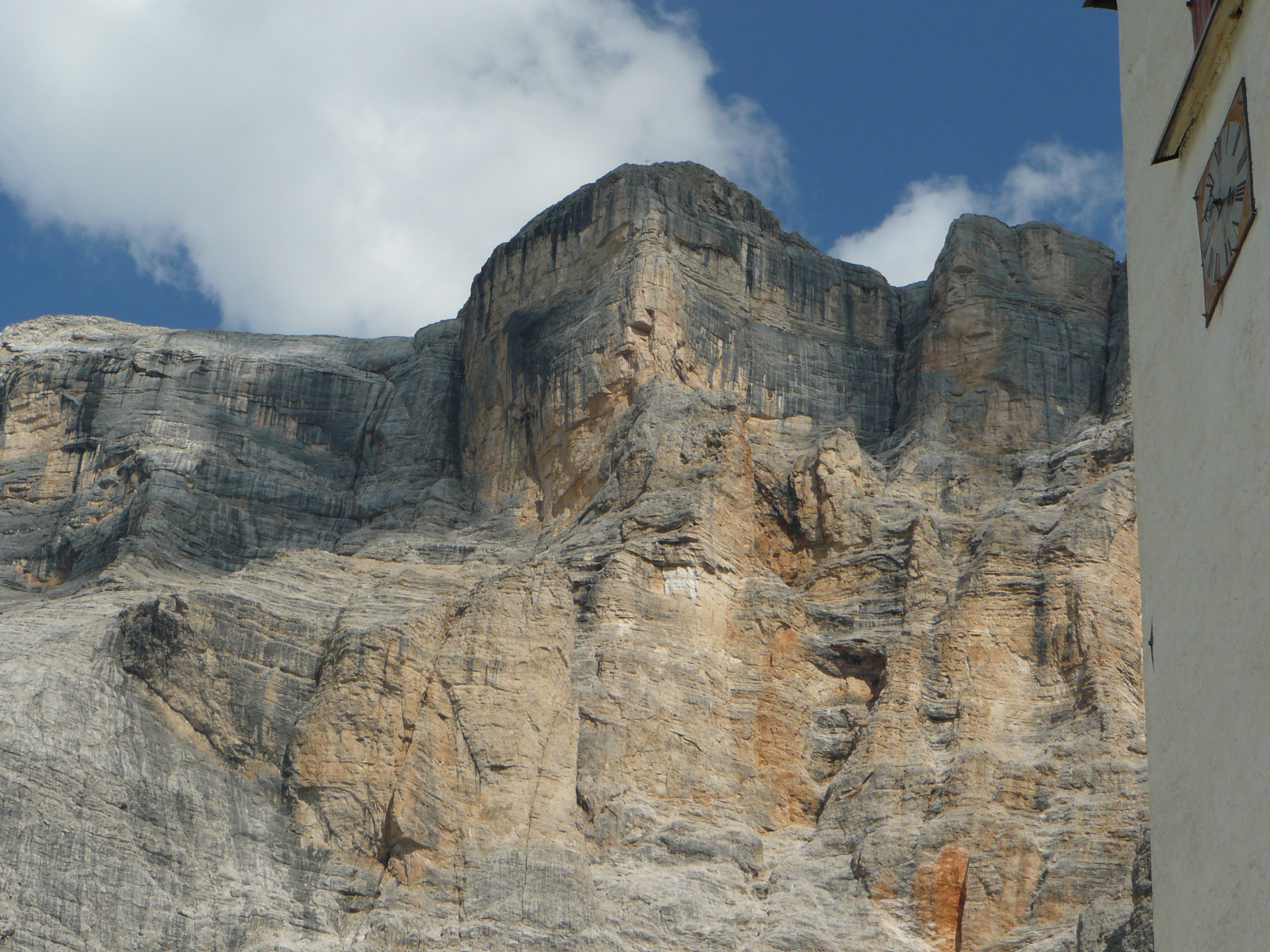
Heiligkreuzkofel od Alta Badia
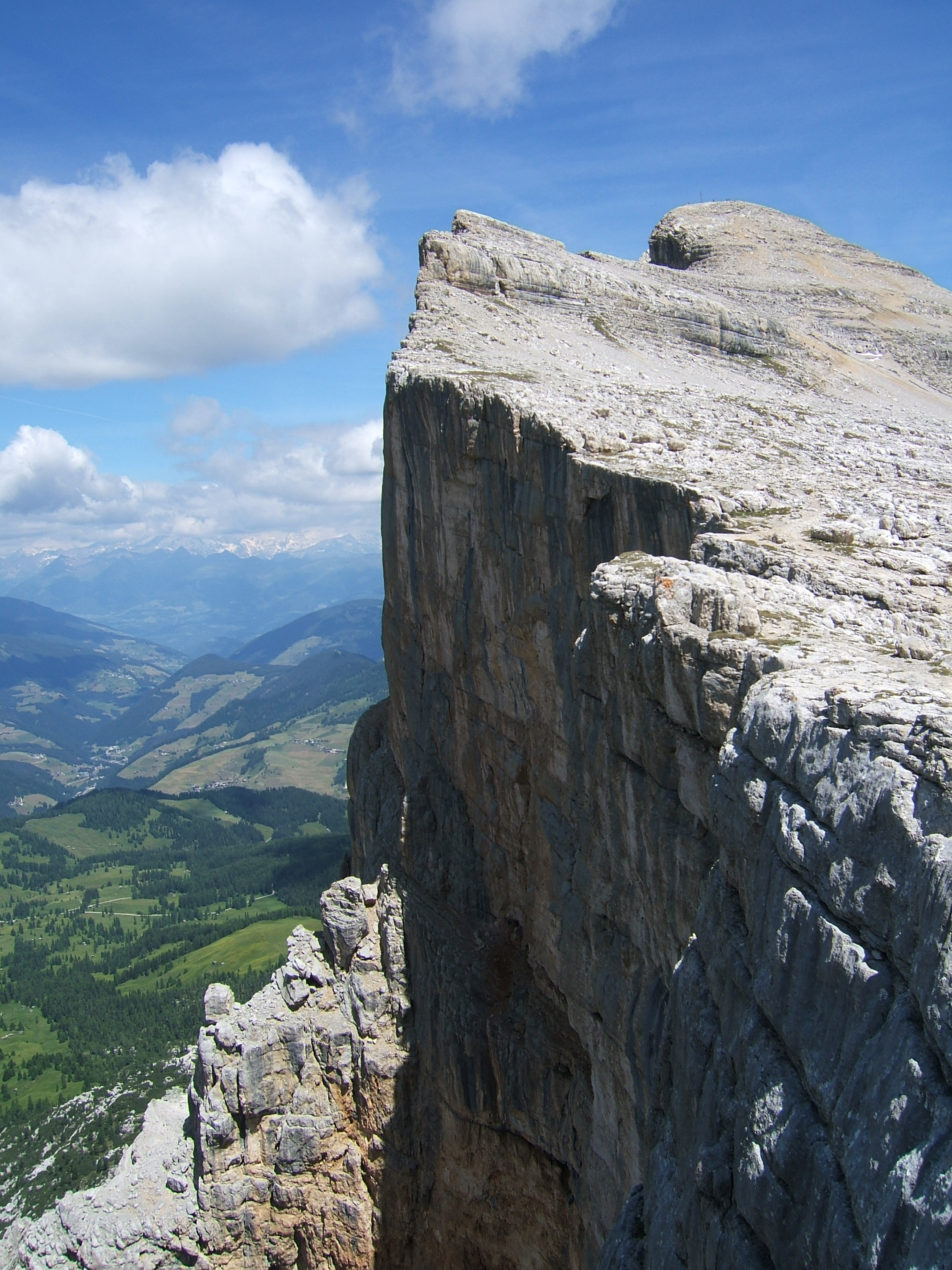
Heiligkreuzkofel od jihu
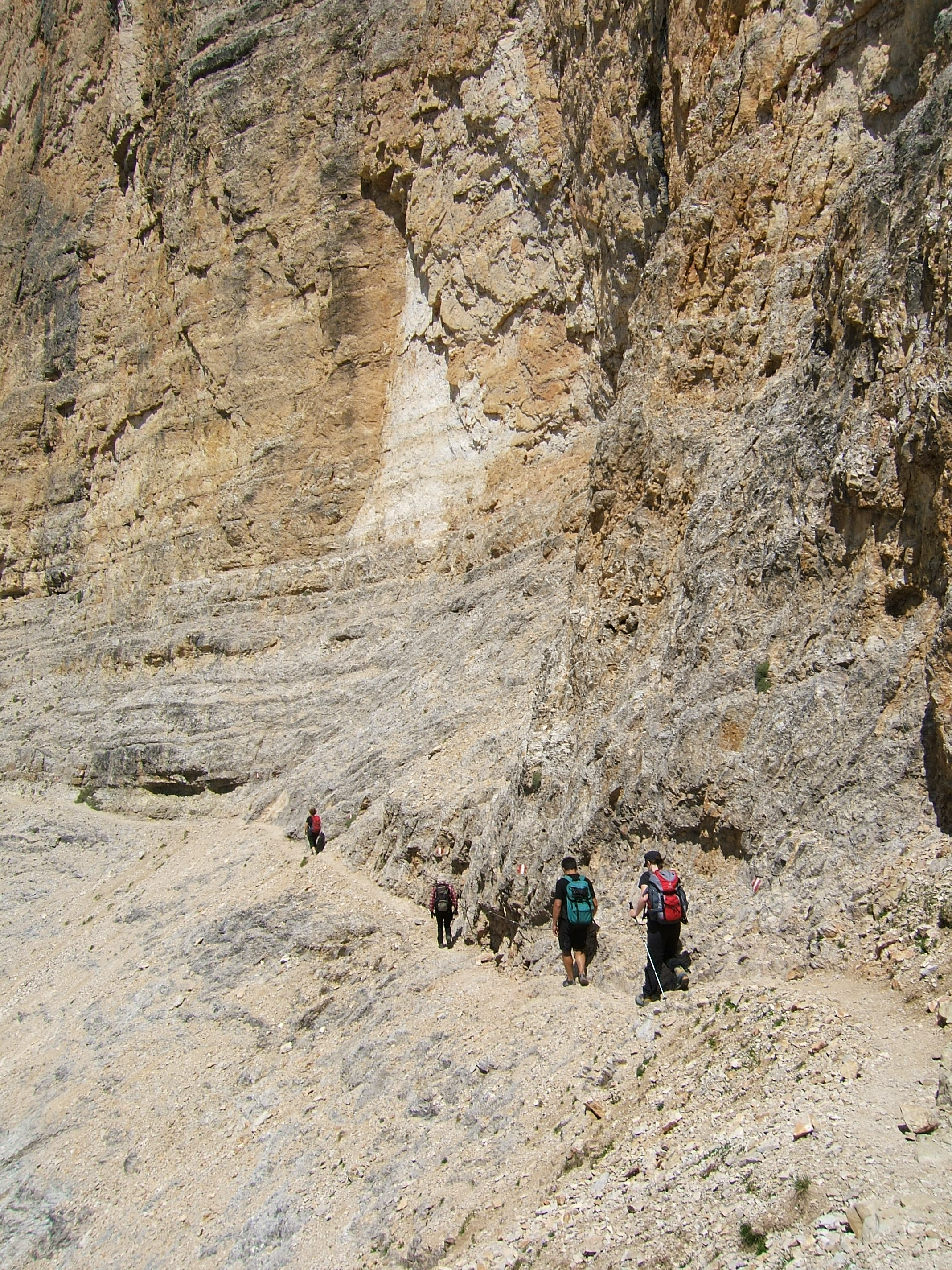
travers pod stěnou Heiligkreuzkofelu
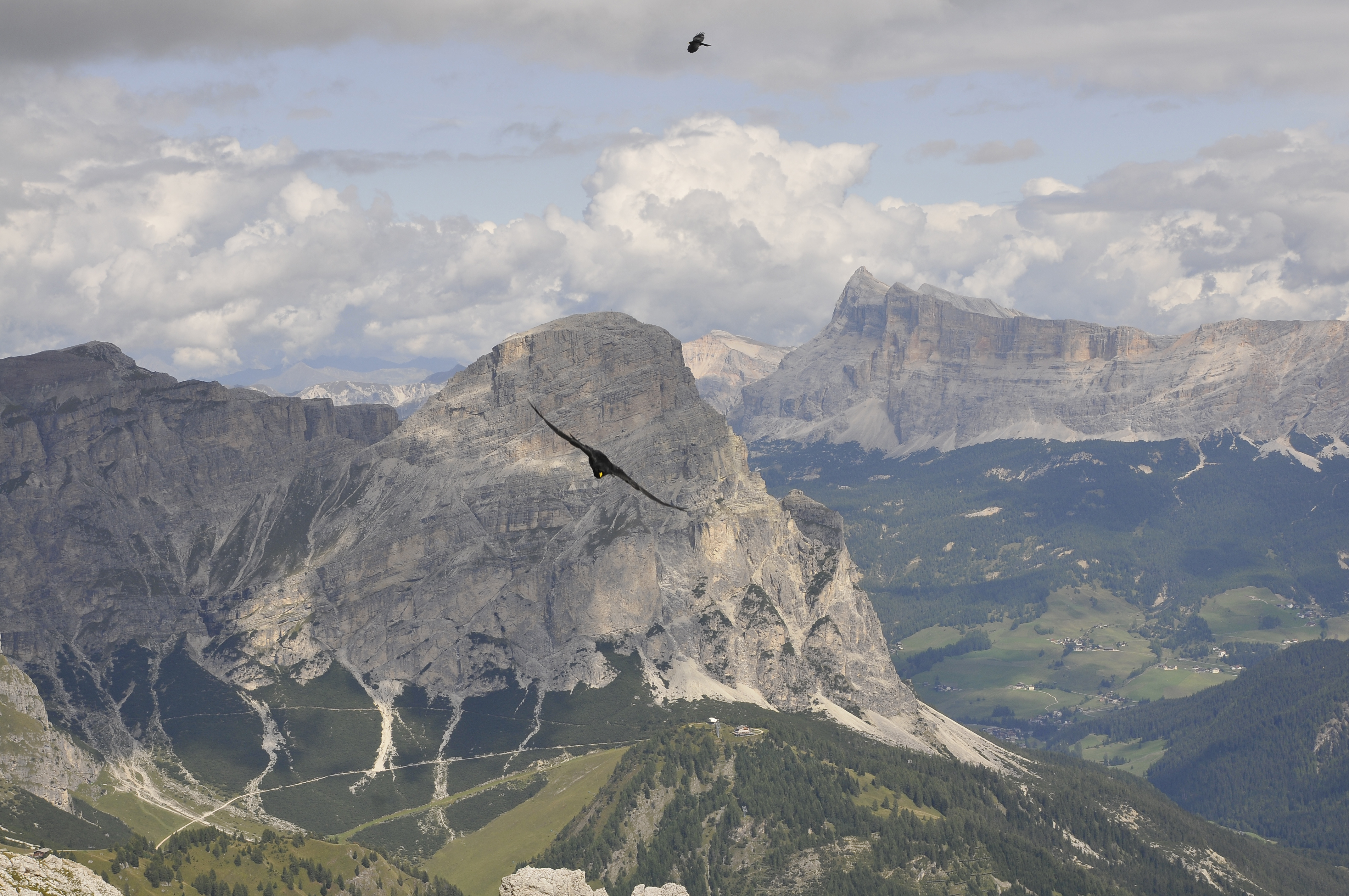
Sassongher a Sas dla Santa Crusc Val Badia
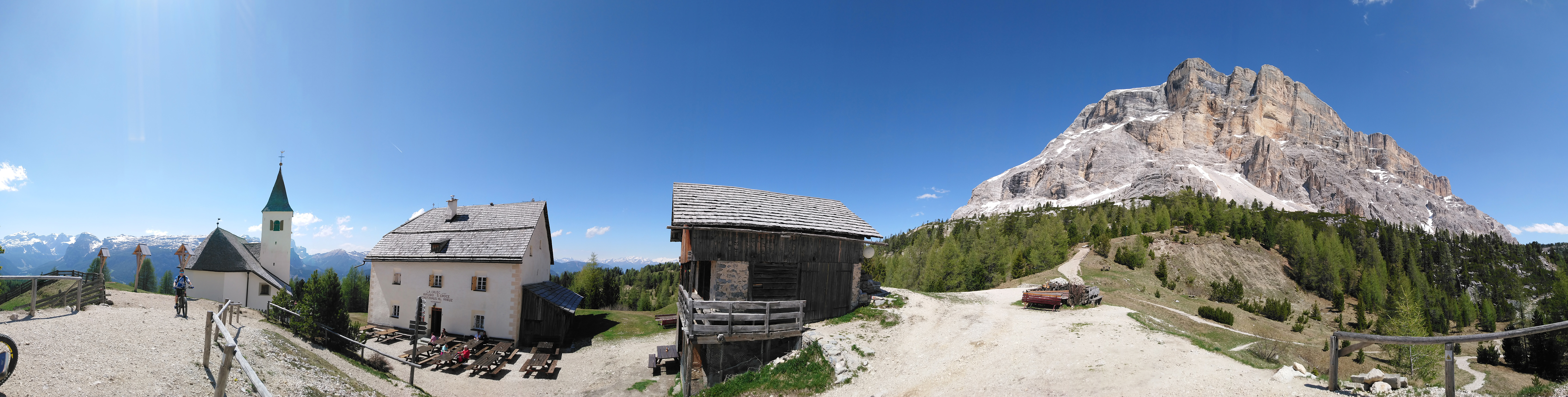
panorama s poutním kostelem